# 竹の宮神社
竹宮神社・竹の宮神社（たけのみやじんじゃ）は、兵庫県姫路市山田町南山田にある神社。祭神は天照皇太神・豊受大神・三野権現となっている。
平安時代の創建とされる。もとは天照皇太神のみが本殿に祭られていたが、記録によると1272年（文永9年）に境内各社を本殿に合祀した。 このほか、江戸時代までは南山田の小字ごとにも小さな社があったが、明治維新後の一村一社令で現在地の「宮の谷」に合祀された。1910年（明治43年）には愛宕神社が選座、1915年（大正4年）には若宮神社が合祀された。
山の斜面を三段に削平して整地してあり、上段に本社、中段に拝殿、下段に境内となっている。通路として石段が築かれている。本殿東側には、愛宕神社と若宮神社が鎮座している。2008年に90年ぶりに玉垣の新調などが行われた。

## 祭礼
- 湯立 - 7月中旬[要出典]
- 秋祭 - 10月（体育の日の前の土・日曜日）
秋祭では3台の屋台が宮入する。南山田地区の屋台は1914年造で、重量約2トンある[2]。2008年の改修直後の秋祭には近隣地区からも屋台が応援に参加した[1]。